# Aradophagus pulchripennis
Aradophagus pulchripennis är en stekelart som först beskrevs av Alan Parkhurst Dodd 1914.  Aradophagus pulchripennis ingår i släktet Aradophagus och familjen Scelionidae. Inga underarter finns listade.